# Mof
Mof (Plural moffen) ist eine im Niederländischen gebräuchliche abwertende Bezeichnung für Deutsche, ist also ein Ethnophaulismus.
Im Norden der Niederlande sagt man zu den Deutschen auch poep, im Süden des Landes, also im limburgischen Dialekt, hingegen pruus („Preußen“).

## Etymologie
Das Wort mof ist im Niederländischen seit dem 16. Jahrhundert belegt (unter anderem bei Isaac Vos) und vermutlich abgeleitet von Muff und muffig. Im Deutschen Wörterbuch der Brüder Grimm ist Muff auch als „Spottwort der Holländer wider die Niedersachsen“ gebucht.
Das Wort wurde im Westen der Niederlande vor allem seit dem Zweiten Weltkrieg verwendet und war in dieser Zeit ein Synonym für „Nazi“. Dementsprechend wurde eine einheimische Frau, die sich während der Besatzung mit einem deutschen Soldaten einließ, moffenmeid, moffenhoer oder moffengriet genannt. 
Im 19. Jahrhundert hat sich der friesische Autor und Germanist Justus Hiddes Halbertsma (1789–1869) in einem Vortrag mit den Bezeichnungen mof und poep für Deutsche beschäftigt und die Auffassung vertreten, dass es sich nicht um Synonyme handele. Für ihn war poepen eine eher neutrale Bezeichnung mit der Hauptbedeutung ‚Fremde‘. Mof sei dagegen ein Schimpfwort. Poep bedeutet im Singular auf Niederländisch jedoch auch ‚Scheiße‘ und kann daher auch negativ gemeint sein.
1982 gaben bei einer wissenschaftlichen Befragung in den Niederlanden 95,9 Prozent der Teilnehmer an, den Begriff moffen für Deutsche zu kennen. Den Begriff poepen nannten nur 38,6 Prozent.